# Fog Things
Fog Things er det første opsamlingsalbum fra den danske punkrockgruppe Sort Sol. Det udkom i 1992 på Medley Records og indeholde sange fra gruppens tidligere albums.

## Spor
1. "White Shirt" - 3:15
2. "Hurricane Fighter Plane" - 3:20
3. "Love Is All Around" - 3:37
4. "Interpreter" (Roky Erickson Cover) - 2:33
5. "Marguerita" (Elvis Presley Cover) - 2:22
6. "Shapes Of Summer" - 3:03
7. "A Knife For The Ladies" - 2:51
8. "Angelus Novus" - 1:57
9. "Midget Finger" - 4:37
10. "Misguided" - 4:13
11. "Copenhagen" - 3:05
12. "Indian Summer" - 4:47

Bonus Tracks
1. "Girl Of 1000 Tears" - 2:46
2. "Ruby Don't Take Your Love To Town" (Kenny Rogers Cover) - 3:02
3. "Lost His Head" - 2:21
4. "Marble Station" - 4:42